# Jan I van Dreux
Jan I van Dreux (circa 1218 - Nicosia, 1249) was van 1234 tot aan zijn dood graaf van Dreux en Braine. Hij behoorde tot het huis Dreux-Bretagne.

## Levensloop
Jan I was de oudste zoon van graaf Robert III van Dreux en vrouwe Aénor van Saint Valery. In 1234 volgde hij zijn vader op als graaf van Dreux en Braine. 
Bij een hofdag in Saumur werd hij op 24 juni 1241 samen met graaf Alfons van Poitiers door koning Lodewijk IX van Frankrijk tot ridder geslagen. Samen met zijn zwager Archimbald IX van Bourbon begeleidde hij Lodewijk IX bij de Zesde Kruistocht. Beiden stierven bij de overwintering van de Franse legers op Cyprus in de winter van 1248-1249. 
Zijn hart werd bijgezet in de Saint-Yvedabdij van Braine.

## Huwelijk en nakomelingen
In april 1240 huwde Jan met Maria van Bourbon (overleden in 1274), dochter van heer Archimbald VIII van Bourbon. Ze kregen drie kinderen:
- Robert IV (1241-1282), graaf van Dreux
- Yolande (1243-1274), huwde eerst met heer Amaury II van Craon en daarna met graaf Jan I van Dammartin
- Jan (1245-?), ridder in de Orde van de Tempeliers